# Équipe de Zanzibar féminine de football
Cet article traite de l'équipe féminine. Pour l'équipe masculine, voir Équipe de Zanzibar de football.
Maillots
L'équipe de Zanzibar féminine de football est l'équipe nationale qui représente Zanzibar dans les compétitions internationales de football féminin. Elle est gérée par la Fédération de Zanzibar de football.
La sélection n'a jamais participé à une phase finale de Coupe du monde, de Coupe d'Afrique des nations ou des Jeux olympiques.

## Histoire
Zanzibar est un membre associé de la Confédération africaine de football et n'est pas membre de la FIFA. Le 16 mars 2017, la Fédération de Zanzibar de football est officiellement reconnue comme membre à part entière de la Confédération africaine de football. L'équipe nationale peut donc participer aux compétitions africaines ; néanmoins, ce statut est révoqué en juin 2017, les statuts de la CAF interdisant deux associations pour un seul et même pays.
La sélection remporte le Championnat féminin du CECAFA en 1986, termine dernière de son groupe en phase de poules des Championnats féminins du CECAFA 2016 et 2019,.